# Музей прикладного искусства (Белград)
Музей прикладного искусства (серб. Музеј примењене уметности) расположен в столице Сербии, Белграде. Входит в категорию художественных музеев специализированного типа.

## История и описание
Основан 6 ноября 1950 года. Коллекция музея включает 3000 экспонатов сербского и другого европейского искусства, среди них ювелирные украшения, старые манускрипты и печатные книги, резьба по дереву, рогу, иконы и многое другое. Самые старинные из них относятся к IV веку до н.э. и входят в нумизматическую коллекцию Древней Греции. Отдел современного прикладного искусства содержит современные экспонаты. Таким образом, музейные коллекции отражают 2400 лет истории искусства. Общее число экспонатов музея около 32000.

### Отделы коллекций
- Отдел мебели барокко, классицизма и рококо
- Отдел тканей и костюмов
- Отдел обработки металлов и ювелирных украшений
- Отдел керамики, фарфора и стекла
- Отдел фотографии и графики
- Отдел современного прикладного искусства
- Отдел архитектуры